# Robert Whytlaw-Gray
Robert Whytlaw-Gray (Hampstead, 14 giugno 1877 – Welwyn Garden City, 29 gennaio 1958) è stato un chimico britannico, noto per i suoi studi su pesi atomici e su proprietà fisiche di gas, fumi e aerosol.

## Biografia
Robert Whytlaw-Gray nacque a Hampstead il 14 giugno 1877, figlio di Robert James Gray e Mary Gilkieson Gemmell Whytlaw. Da giovane frequentò a Londra la St Paul's School, dove le materie scientifiche erano poco trattate. A circa 12 anni allestì un laboratorio in casa per condurre esperimenti chimici. A 18 anni si iscrisse a ingegneria all'Università di Glasgow, dove seguì corsi tenuti da Lord Kelvin. Dopo aver sentito una conferenza tenuta da William Ramsay, decise di proseguire gli studi sotto la sua guida all'University College (Londra) (UCL).
Nel 1903 si trasferì all'Università di Bonn nel laboratorio di Richard Anschütz lavorando su densità dei gas e pesi atomici. Nel 1906 ottenne il PhD con una tesi sul peso atomico dell'azoto. Tornato all'UCL entrò a far parte del gruppo di Ramsay e condusse misure sulle costanti fisiche di vari gas tra i quali il radon, diventando assistente nel 1908.
Nel 1914 lasciò l'incarico e l'anno successivo iniziò una supplenza a Eton. Quando i tedeschi nella prima guerra mondiale iniziarono a usare il cloro, Whytlaw-Gray fu nominato consigliere chimico civile presso il Comitato per la guerra chimica e iniziò a studiare aerosol e fumi tossici. Queste ricerche furono di grande valore pratico nello sforzo bellico e continuarono per molti anni.
Nel 1923 divenne Professore di Chimica Inorganica e capo del Dipartimento di Chimica all'Università di Leeds. Continuò a occuparsi di pesi atomici e di fumi e aerosol. Dopo 22 anni di servizio, l'Università lo nominò Professore Emerito quando andò in pensione nel 1945.

## Ricerche
Le ricerche di Whytlaw-Gray si svilupparono principalmente in due filoni. Uno riguardò lo studio delle proprietà fisiche di gas e vapori per determinarne il peso molecolare e risalire ai pesi atomici dei costituenti. Il secondo argomento fu lo studio di fumi e aerosol, determinando il numero, peso e distribuzione temporale delle particelle presenti.

## Opere
Whytlaw-Gray fu autore di una settantina di articoli su riviste scientifiche, nonché del libro:
- (EN) R. Whytlaw-Gray e H. S. Patterson, Smoke - A Study of Aerial Disperse Systems, Arnold, 1932,  p. 192.

## Riconoscimenti
- 1920 Ufficiale dell'Ordine dell'Impero Britannico
- 1928 membro della Royal Society
- 1950 Doctor of Science honoris causa, conferito dall'Università di Leeds